# Pilota de vaqueta

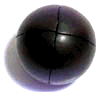
Pilota de vaqueta nova.

La pilota de vaqueta és la mena de pilota emprada per jugar a les modalitats d'Escala i corda, Galotxa i Raspall, de la Pilota valenciana. El nom de vaqueta ve per estar feta de pell de bou, és, doncs, de color negre (que emmarroneix a mesura que es gasta), i així contrasta amb el blanc dels trinquets o dels carrers artificials.

## Característiques
La pilota de vaqueta té un diàmetre entorn els 44 mm, 138 mm de circumferència, i pesa entre 42 i 48 gr, depenent de la modalitat (en l'Escala i corda prefereixen més lleugeres, i en el Raspall les volen més pesades).
S'ha de dir, però, que el pes actual de les pilotes és el resultat d'un procés històric en què ha anat progressivament augmentant, car encara es recorden les pilotes de 28 i 33 gr. Aquesta diferència de pes sol afavorir els restos, els quals tenen una major força i han d'allargar l'efecte de la pilota, però és una dificultat afegida per a la tasca dels mitgers i punters, els quals han de parar-la o colpejar-la quan encara duu molta violència.
A final de la dècada de 1950, les pilotes més pesades estaven pels volts dels 38 i 39 grams, per a passar a 45 ó 46 a principi de la dècada dels 90, tot i que el pes reglamentari era d'entre 40 i 42 grams de pes.
L'equip al dau és qui, abans de començar cada quinze pot escollir la pilota amb què vol jugar de les que hi ha disponibles al caixonet de la llotgeta de baix. Així, si juguen un trio contra una parella, el trio tendirà a triar una pilota nova, que serà ràpida i de bot llarg, per tal que la parella haja de moure's constantment. També l'equip atacant optarà per una pilota més pesant, que cansen més en defensa.

## Elaboració

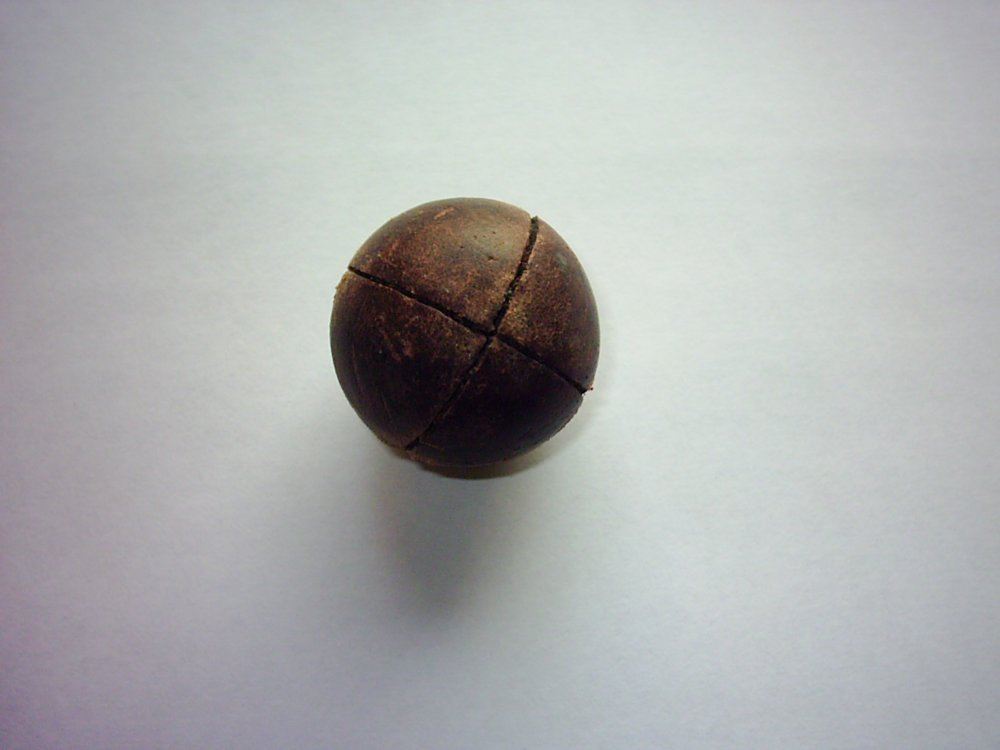
Pilota de vaqueta gastada

La pilota de vaqueta és una peça d'artesania, fabricada per treballadors del cuir, o ex-pilotaires, anomenats piloters, els més preats avui en dia són Emili López d'Alberic, la nissaga dels Enric Álvarez de Carcaixent, Miquel Baixauli de Catarroja, Joan Montañés de Llíria, Josep Bernet de Massalfassar, el Rovellet de València, i Miquel Pedrosa de la Vall d'Uixó, entre d'altres. Un dels últims artesans en entrar al negoci ha estat Carlos Baldoví, de Riola, que va aprendre de Miguel 'Tavoll' de Gandia.
En primer lloc s'ha d'escollir el cuir, que serà de pell de bou (concretament del bescoll), que ha de tindre un gruix de 6 a 7 mm, i que ha de ser ben resistent perquè la pilota es convertisca en una autèntica pedra quan estiga acabada. Una vegada s'ha triat la pell més apropiada, aquesta es posa a remulla perquè es banye i s'hi puga treballar, ja que en sec resulta impossible modelar-la. El cuir estarà en adob fins que tinga un gruix de 3 mm.
A continuació es tallen vuit triangles esfèrics que s'aniran cosint per l'interior amb fil de niló.
Abans de cosir l'últim triangle, però, es procedeix a introduir el farciment, que està compost per borra. Després d'això es cus l'últim triangle i es tanca completament la pilota Un cop cosida i tancada, la pilota s'ha de premsar durant 3 o 4 dies fins que adquirisca la seua forma definitiva. El procés d'elaboració conclou uns mesos després, quan el cuir s'ha assecat completament.
La seua elaboració, completament artesanal, el temps invertit, la qualitat dels materials, i el nombre esquifit de piloters provoca que el preu d'una pilota nova siga d'entre 40 i 80 €, amb una vida útil d'unes quatre partides. A partir d'eixe moment, se'n venen, ja usades, per a ser utilitzades en partides d'aficionats.